# Jämtlandsbanken
Aktiebolaget Jämtlandsbanken var en kortlivad svensk bank, främst verksam i Jämtlands län.
Huvudkontoret låg i Östersund. Konstituerande bolagsstämma hölls den 18 augusti 1917.
Ett nätverk av avdelningskontor byggdes ut på ett par år, varefter banken hade sådana i Hallen, Klövsjö, Laxsjö och Lit.
Under 1923 tvingades Jämtlandsbanken till likvidation. Först var tanken att banken skulle ombildas och den 9 februari 1923 beviljade regeringen oktroj till Aktiebolaget Nya Jämtlandsbanken som skulle ta över huvudkontoret och alla avdelningskontor. Detta blev dock inte av och istället slogs den under likvidation ställda banken ihop med konkurrenten Jämtlands folkbank. Det innebar att Jämtlandsbankens huvudkontor upphörde den 31 maj 1923 och avdelningskontoren överläts till folkbanken den 1 juni 1923.